# Gosette
Na Bélgica, uma gosette é um alimento de forma semi-circular, com uma massa de torta e com guarnição e recheio feito de frutas. Ele é comumente encontrado na Valônia, Bruxelas e Gante.
As gosettes podem ser consideradas tipos de chausson, mas diferente da versão comum do chausson feita forma triangular e com massa folhada, a gosette é, frequentemente, de forma semi-circular, feita de massa de torta e coberta com açúcar de confeiteiro, recebendo às vezes uma ou mais pequenas incisões em sua superfície. No entanto, os nomes podem ser usados como sinônimos, com o chausson recheado com frutas sendo chamado de gosette. Os frutos mais comuns utilizados na receita são a maçã, cereja, ameixa, ruibarbo ou damasco.
O produto é comido frio. A gosette pode ser considerada similar ao waffle com frutas (gaufre aux fruits) por utilizar os mesmos ingredientes na preparação, mas esse último ser moldado no formato de um waffle padrão.
A palavra gosette possivelmente tem sua origem na palavra valona gozå, que é o nome dado a uma torta de maçã coberta com uma camada de massa.